# Arena (system aktywnej obrony)

1. Silosy ochronne
2. Radar
3. Pocisk obronny
4. Zbliżająca się rakieta przeciwpancerna
5. Strefa namierzania

Arena – rosyjski system obrony aktywnej zaprojektowany dla czołgu T-90. Chroni przed pociskami granatników oraz kierowanymi pociskami rakietowymi niezależnie od systemu naprowadzania i rodzaju głowicy. System używa radaru mikrofalowego do wykrywania nadchodzących pocisków broni przeciwpancernej (ppk oraz ręcznej), a następnie odpala antypocisk, który eksploduje przed nadchodzącym pociskiem niszcząc go lub redukując efekt jego kumulacyjnego wybuchu. Średnica obszaru skutecznej obrony antypocisku to około 20–30 m, nie więcej niż 50 m. System działa automatycznie z możliwością ręcznego (awaryjnego) odpalenia odpowiednich ładunków przez dowódcę wozu. Amunicja może być uzupełniana przez załogę.
System potrafi działać we wszystkich warunkach pogodowych.
System Arena potrafi rozpoznać niegroźne dla pojazdu obiekty (pociski małego kalibru, kawałki ziemi, ptaki) i zignorować je.
Powodem powstania systemu była duża podatność czołgów T-80 na atak z broni przeciwpancernej (zarówno ręcznej, jak i ppk) podczas walk w Czeczenii w latach 90.
Przybliżony koszt systemu w 1998 roku to 300 000 dolarów.